# 猿樂町 (澀谷區)
猿樂町（日语：／ Sarugakuchō */?）是東京都澀谷區的町名。2013年9月30日的人口有1,790人。郵遞區號為150-0033。

## 地理
位於東京都澀谷區西南部。北鄰澀谷區鶯谷町，東與澀谷以山手線路廊為界。南與同區代官山町以八幡通為界，西與目黑區青葉台以舊山手通為界。
町內多為住宅區，代官山站附近可見辦公大樓與各式商店。最近的車站是東急東橫線代官山站，澀谷站也在徒步圈內。

## 歷史

### 地名由來
來自屬古墳時代末期的圓墳猿樂塚。塚的由來眾說紛紜。因從塚上可遠眺群山而稱斥候（ものみ）塚，又稱去我苦塚。

## 設施
- Hillside Terrace（ヒルサイドテラス）
- 猿樂古代住居跡公園
- 丹麥大使館
- 代官山T-Site

## 備註
1. ↑  渋谷区／住民基本台帳・外国人登録による人口 的存檔，存档日期2013-10-13.

35°38′55″N 139°42′3″E / 35.64861°N 139.70083°E